# كزافييه غيريرو
كزافييه غيريرو (بالإسبانية: Xavier Guerrero)‏ هو رسام وفنان مكسيكي، ولد في 3 ديسمبر 1896 في San Pedro, Coahuila ‏ في المكسيك، وتوفي في 29 يونيو 1974 في مدينة مكسيكو في المكسيك.